# Charles Everett Koop
Charles Everett Koop (Nova York, 14 de outubro de 1916 – 25 de fevereiro de 2013) foi um cirurgião infantil norte-americano.

## Biografia
Durante três décadas no Hospital Infantil de Filadélfia, pesquisou técnicas pioneiras de cura de bebês prematuros e defeituosos, tendo separado, inclusive, gêmeos siameses. 
Durante a administração de Ronald Reagan, ocupou a chefia do Departamento de Saúde dos Estados Unidos. 
De confissão presbiteriana, Koop sempre foi radicalmente contrário ao aborto, ao infanticídio e à eutanásia. No entanto, a política por ele adotada no governo Reagan contrariou as expectativas dos conservadores que o apoiaram quando admitiu que não havia provas conclusivas sobre os malefícios do aborto para a saúde da mulher. Neste período, lançou oito relatórios contra o fumo e mais uma vez surpreendeu os conservadores em sua política de combate à AIDS, posicionando-se a favor da educação sexual nas escolas e da distribuição de preservativos ao invés de defender apenas a abstinência sexual como forma de combate à epidemia, motivo pelo qual obteve o apoio da comunidade homossexual nos Estados Unidos.
No começo do governo de George H. W. Bush, Koop renunciou ao cargo, mas continuou com o seu ativismo político contra o tabagismo, participando de reuniões organizadas por Hillary Clinton a respeito do assunto.
É autor do livro Sometimes Mountains Move onde relata o seu sofrimento pela morte de seu filho.
Recebeu o Prêmio Maxwell Finland de 1988.